# Hypoxidia
Hypoxidia – rodzaj roślin należący do rodziny przyklękowatych (Hypoxidaceae). Obejmuje dwa gatunki będące endemitami Seszeli. 

## Systematyka
Pozycja systematyczna według Angiosperm Phylogeny Website (aktualizowany system APG IV z 2016)Klad okrytonasienne, klad jednoliścienne (monocots), rząd szparagowce (Asparagales), rodzina przyklękowate (Hypoxidaceae).
Gatunki
- Hypoxidia maheensis F.Friedmann
- Hypoxidia rhizophylla (Baker) F.Friedmann